# Symmachia separata
Symmachia separata är en fjärilsart som beskrevs av Percy I. Lathy 1932. Symmachia separata ingår i släktet Symmachia och familjen Riodinidae. Inga underarter finns listade i Catalogue of Life.